# Милованович, Драган
Драган Милованович (серб. Драган Миловановић / Dragan Milovanović; 3 января 1986, Брус, Расинский округ) — сербский футболист, нападающий.

## Биография
Занимался футболом с шести лет, воспитанник клуба «Копаоник» (Брус), в котором его отец работал тренером. В 14-летнем возрасте перешёл в «Обилич», где сначала играл за юношеские и резервные команды, а в сезоне 2004/05 дебютировал в основной команде в высшем дивизионе Сербии. В составе «Обилича» сыграл 9 матчей и забил 1 гол в высшем дивизионе.
В ходе сезона 2005/06 перешёл в клуб первого дивизиона «Напредак» (Крушевац), с которым полутора годами спустя поднялся в высший дивизион. Затем играл в чемпионате Сербии за «Борац» (Чачак) и белградский «Чукарички». В составе «Бораца» выступал в Лиге Европы УЕФА в матчах против амстердамского «Аякса». В 2011—2012 годах в течение полутора лет играл в первом дивизионе за «Напредак» и «Банат» (Зренянин), а в 2012 году снова играл на высшем уровне за «Явор» (Иваница) и «Раднички (Крагуевац)».
В начале 2014 года перешёл в киргизский «Дордой» по приглашению сербского тренера Завиши Милосавлевича. В чемпионате Кыргызстана забил 4 гола в 7 матчах, также сделал «дубль» в победной игре Суперкубка Кыргызстана против «Алая» (3:0) и отличился двумя голами в матчах Кубка страны. По итогам сезона «Дордой» стал чемпионом и обладателем Кубка, однако игрок ещё в мае 2014 года покинул клуб и вернулся в Сербию.
С августа 2014 года снова играл за «Раднички» (Крагуевац), затем выступал в высшем дивизионе Сербии за «Металац» (Горни-Милановац) и в первом дивизионе за «Ягодину». В январе 2018 года перешёл в клуб второго дивизиона «Траял» (Крушевац), с которым по итогам сезона 2017/18 поднялся дивизионом выше.
Всего в высшем дивизионе Сербии сыграл 132 матча и забил 17 голов.